# Gilda
Gilda és una pel·lícula estatunidenca dirigida per Charles Vidor i estrenada l'any 1946.	Ha estat doblada al català.

## Argument

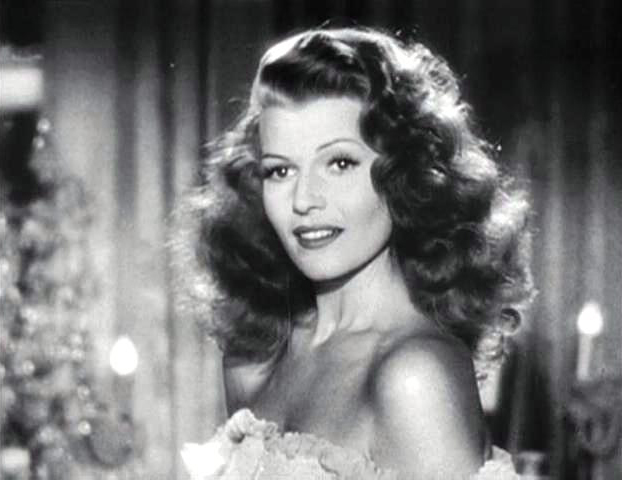
Gilda és Rita Hayworth

El jugador d'estar per casa Johnny Farrell (Glenn Ford) arriba a Buenos Aires, Argentina. Ballin Mundson (George Macready), el propietari d'un casino i persona indesitjable, el salva d'un pistoler, i el converteix en la seva mà dreta en el negoci que regenta. No obstant això, la relació entre els dos homes, que es basa en una mútua desconfiança i falta d'escrúpols, es ressent definitivament quan Mundson torna d'una absència, acompanyat de Gilda (Rita Hayworth), a qui ha conegut en el viatge i amb la qual s'ha casat. Farrell havia tingut anys enrere una relació amb aquesta dona, extremadament sensual i atractiva, però a la qual va acabar odiant. La nova relació entre Farrell i Gilda està plena d'emocions i reticències, de sentiments i de retrets, i es torna més estranya quan sobtadament Mundson desapareix.

## Comentaris

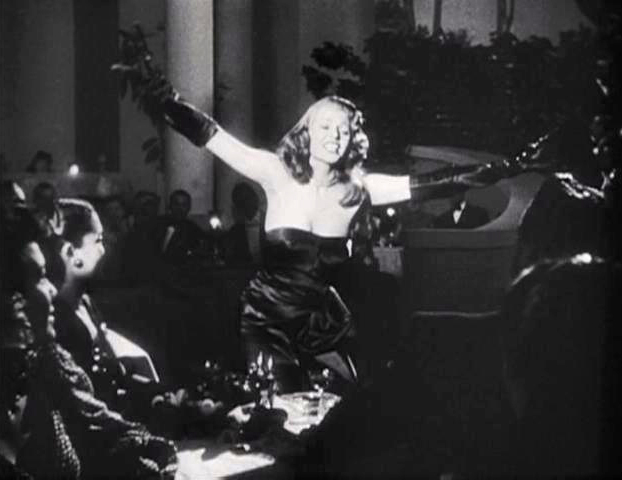
Hayworth interpretant Put the Blame on Mame

Un film mític que ha generat una llegenda que ha arribat a imposar-se per sobre dels seus propis valors. Melodrama amb alguns tints negres que mostra el delirant erotisme de Rita Hayworth (des del seu striptease de guants fins a l'ambigua bufetada que li propinà Glenn Ford), que va aconseguir transcendir el conjunt, proporcionant-li un encant i una aurèola que el temps no ha aconseguit erradicar. Més enllà del seu valor estrictament artístic, aquest drama passional es va convertir en una icona de la història del cinema. La dècada dels quaranta va produir pel·lícules molt millors, però el simbolisme i estètica de Gilda la van convertir, encara avui, en una obra imprescindible.
Gilda va impactar de tal manera en els espectadors de l'època, que la primera experiència atòmica de la postguerra, la bomba llançada pels nord-americans sobre l'atol Bikini, va portar per nom Gilda i tenia enganxada una fotografia publicitària de la Hayworth. Aquest paper va consagrar l'actriu a la categoria d'estrella eterna del cel·luloide. L'escena en la qual interpreta Put the Blame on Mame, en què es treu un guant (i que va motivar la prohibició de la pel·lícula a Espanya), és una de les més famoses de la història del cinema, i el ballet d'Amado mio no es queda enrere.

## Repartiment

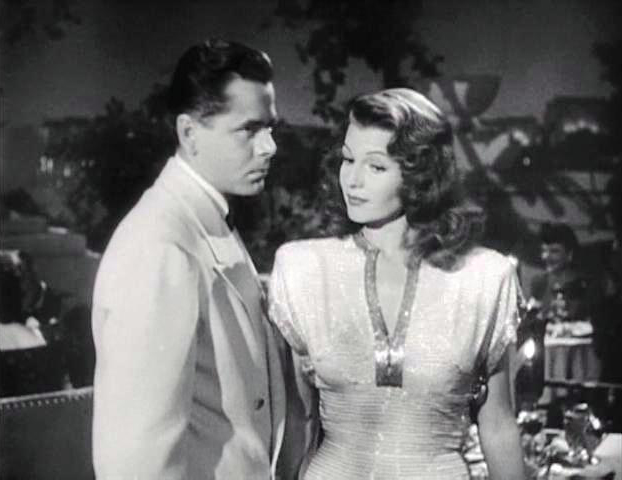
Rita Hayworth i Glenn Ford al film

- Rita Hayworth: Gilda
- Glenn Ford: Johnny Farrell
- George Macready: Ballin Mundson
- Joseph Calleia: Miguel Obregon
- Steven Geray: oncle Pio
- Joe Sawyer: Casey
- Gerald Mohr: el capità Delgado
- Robert Scott: Gabe Evans
- Ludwig Donath: l'alemany
- Don Douglas: Thomas Langford